# Simulium hackeri
Simulium hackeri es una especie de insecto del género Simulium, familia Simuliidae, orden Diptera.
Fue descrita científicamente por Edwards, 1929.